# Orchesia macleayi
Orchesia macleayi es una especie de coleóptero de la familia Tetratomidae.

## Distribución geográfica
Habita en Nueva Gales del Sur (Australia).